# Ендрашевский, Марек
Марек Ендрашевский (пол. Marek Jędraszewski; род. 24 июля 1949, Познань, Республика Польша) — польский иерарх. Архиепископ Кракова с 8 декабря 2016 года. Архиепископ Лодзи с 11 июля 2012 по 8 декабря 2016. Титулярный епископ Форум Попилии и вспомогательный епископ архиепархии Познани с 17 мая 1997 по 11 июля 2012.